# 栄螺堂

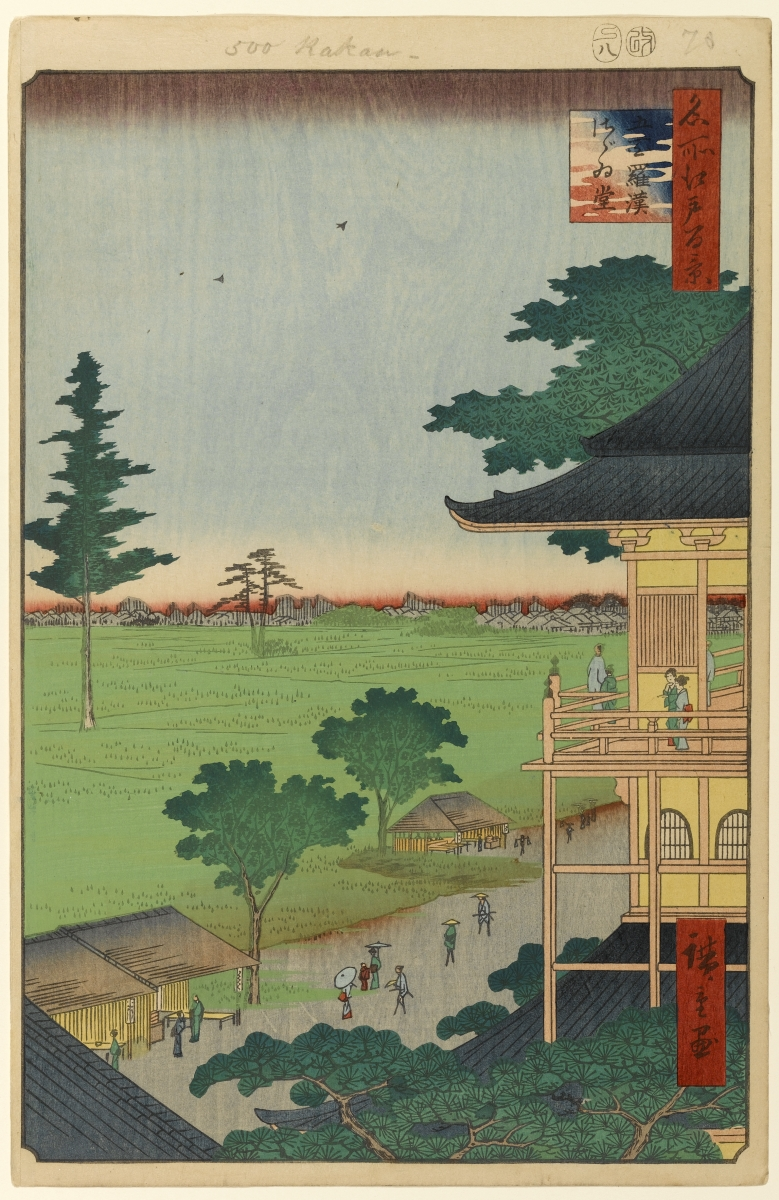
歌川広重『名所江戸百景』に描かれた亀戸の「さゞゐ堂」。西大島駅に近い羅漢寺の傍らにあったが、安政地震により倒壊してしまった。

栄螺堂（さざえどう、さざいどう）は、江戸時代後期の東北から関東地方にかけて見られた特異な建築様式の仏堂である。堂内は螺旋構造の回廊となっており、順路に沿って三十三観音や百観音などが配置され、堂内を進むだけで巡礼が叶うような構造となっている。仏教の礼法である右繞三匝（うにょうさんぞう）に基づいて、右回りに三回匝る（めぐる）ことで参拝できるようになっていることから、本来は三匝堂（さんそうどう）というが、螺旋構造や外観が巻貝のサザエに似ていることから、通称で「栄螺堂」や「さざえ堂」「さゞゐ堂」などと呼ばれる。

## 栄螺堂の成立

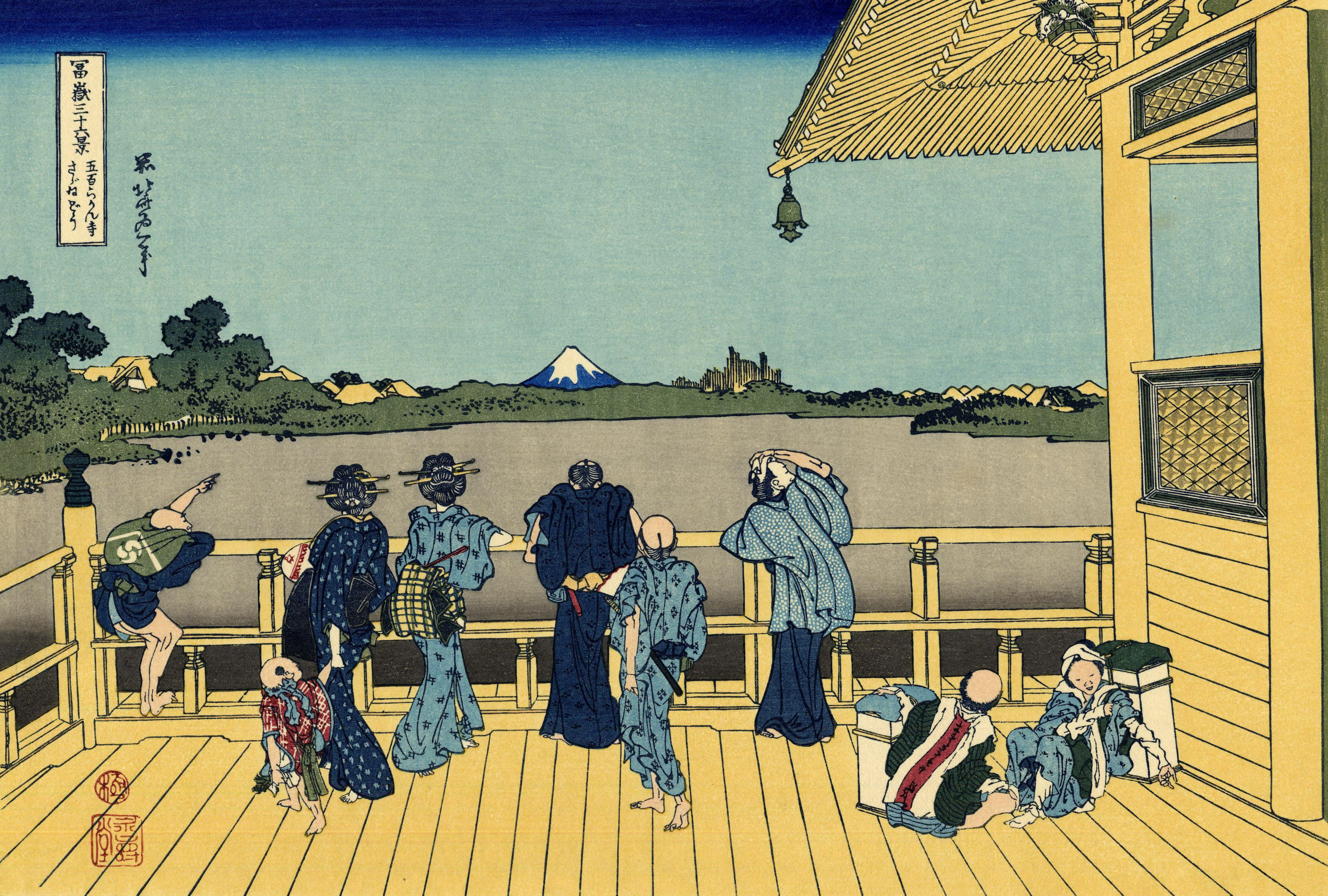
葛飾北斎『富嶽三十六景』「五百らかん寺さゞゐどう」

武州本所五ツ目（現在の東京都江東区大島）にあった羅漢寺（現在は移転して五百羅漢寺となった）の三匝堂が最初とされる。 成立年については『新編武蔵風土記稿』には、三匝堂は象先が発案し浄陽が志を継いで完成させたとあり、『江戸名所図会』には寛保元年（1741年）に完成とあるが、『江戸黄檗禅刹記』などには栄朝が志を継いで安永9年（1780年）に完成とあり、史料によりブレがある。
この羅漢寺三匝堂は三層構造で各層にそれぞれ西国札所観音（33か所）、坂東札所観音（33か所）、秩父札所観音（34か所）の合計百観音が安置されており、堂内のスロープを右廻りに登っていき、下りは別の階段で降りる構造になっていたと考えられる。百観音を安置する堂は、当時盛んであった観音札所の巡礼を堂内順拝をもって替えたもので、他にも例はあったがいずれも単層で、右繞三匝の思想を具現化した建築様式は羅漢寺三匝堂が初めてであった。この堂は葛飾北斎や歌川広重が錦絵に描くほどの人気を博し『江戸名所旧跡繁花の地取組番附』では前頭四枚目に挙げられ、その構造より「さざえ堂」と俗称された。 錦絵から、内部は三層でありながら外観は二層で、下層は方五間（間は単位ではなく柱間の数のこと）、上層は方三間で宝形屋根、最上層には四方に縁を廻し周囲の景色を見渡せたことがわかる。この建築様式が『江戸名所図会』に「後世に三匝堂の模範となる」とあるように東日本各地に伝播をしたと考えられる。
羅漢寺三匝堂は安政江戸地震で大破したのち、1875年ごろに取り壊され、再建も計画されたが実現しなかった。安置されていた仏像は地金屋に売り払われたが、高村光雲は5体の仏像を救い出したと回顧している。

## 現存する栄螺堂の例
| 名称                         | 年代                                   | 所在地           | 文化財指定           | 平面   | 本尊                        | 備考                           |
| ---------------------------- | -------------------------------------- | ---------------- | -------------------- | ------ | --------------------------- | ------------------------------ |
| 旧正宗寺三匝堂（円通三匝堂） | 1796年（寛政8年）                      | 福島県会津若松市 | 国の重要文化財       | 六角形 | 西国三十三観音 （現存せず） | 下記項目参照。                 |
| 曹源寺本堂                   | 1793年（寛政5年） - 1798年（寛政10年） | 群馬県太田市     | 国の重要文化財       | 方形   | 魚籃観世音菩薩 ＋百観音     | 棟梁は町田兵部栄清。           |
| 長禅寺三世堂                 | 1801年（享和元年）再建                 | 茨城県取手市     | 茨城県指定有形文化財 | 方形   | 十一面観音 ＋百観音         | 1763年（宝暦13年）建立。       |
| 蘭庭院栄螺堂                 | 1839年（天保10年）頃                   | 青森県弘前市     | 弘前市指定有形文化財 | 八角形 | 聖観世音菩薩                | 町大工秋田屋安五郎の手による。 |
| 總持寺（西新井大師）三匝堂   | 1884年（明治17年） 再建                | 東京都足立区     |                      | 方形   | 五智如来像ほか              |                                |
| 成身院百体観音堂             | 1911年（明治44年） 再建                | 埼玉県本庄市     | 本庄市指定文化財     | 方形   | 百観音                      | 1783年（天明3年）建立。        |
| 大正大学すがも鴨台観音堂     | 2013年（平成25年）                     | 東京都豊島区     |                      | 八角形 | 聖観自在菩薩                | 現代の建築例。RC造。           |
| 夢かなうぶんぶん堂           | 2015年（平成27年）                     | 大分県大分市     |                      | 六角形 | 七福神                      | 現代の建築例。鉄骨造。         |

## ギャラリー

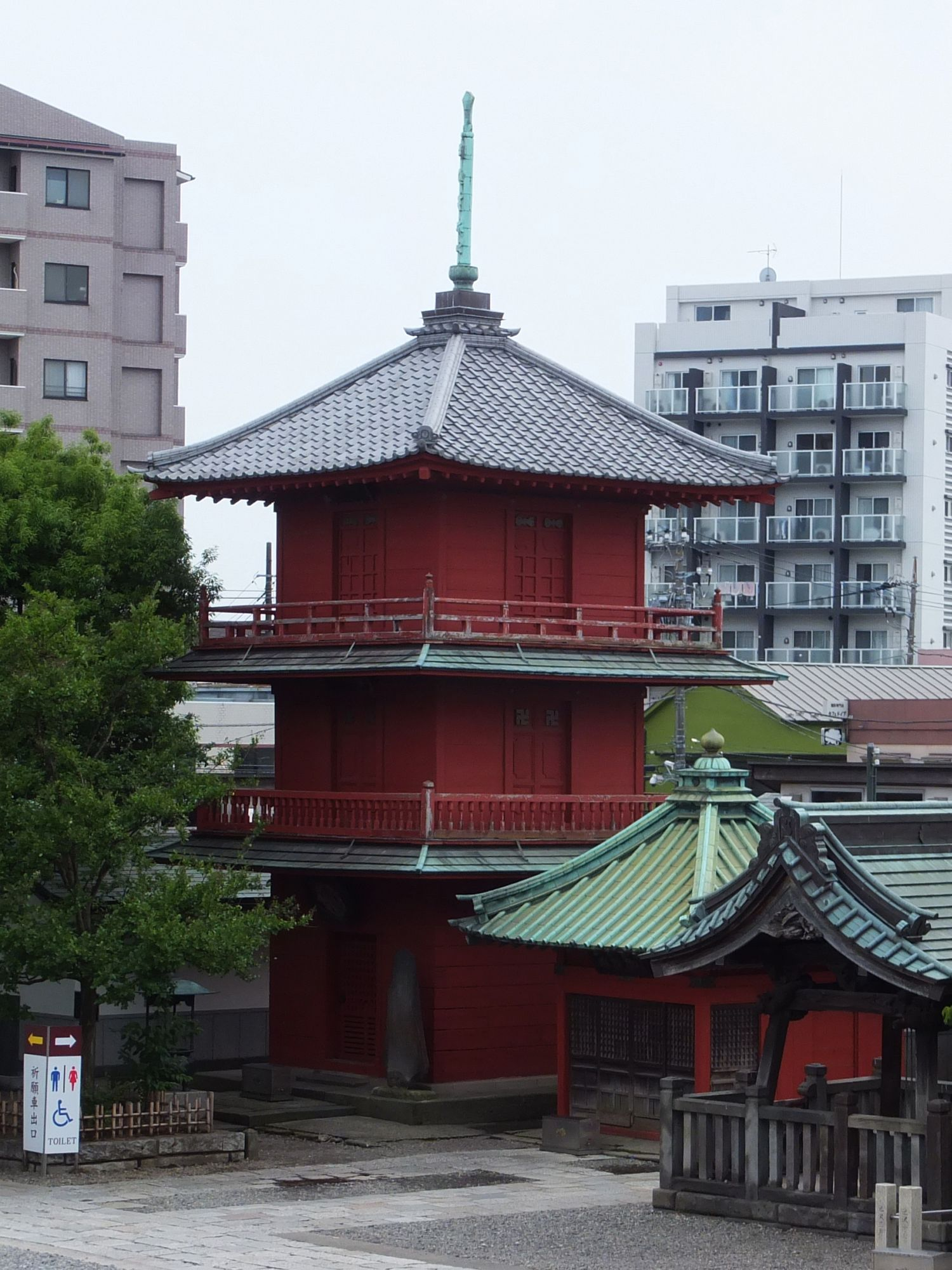
西新井大師 三匝堂（非公開）
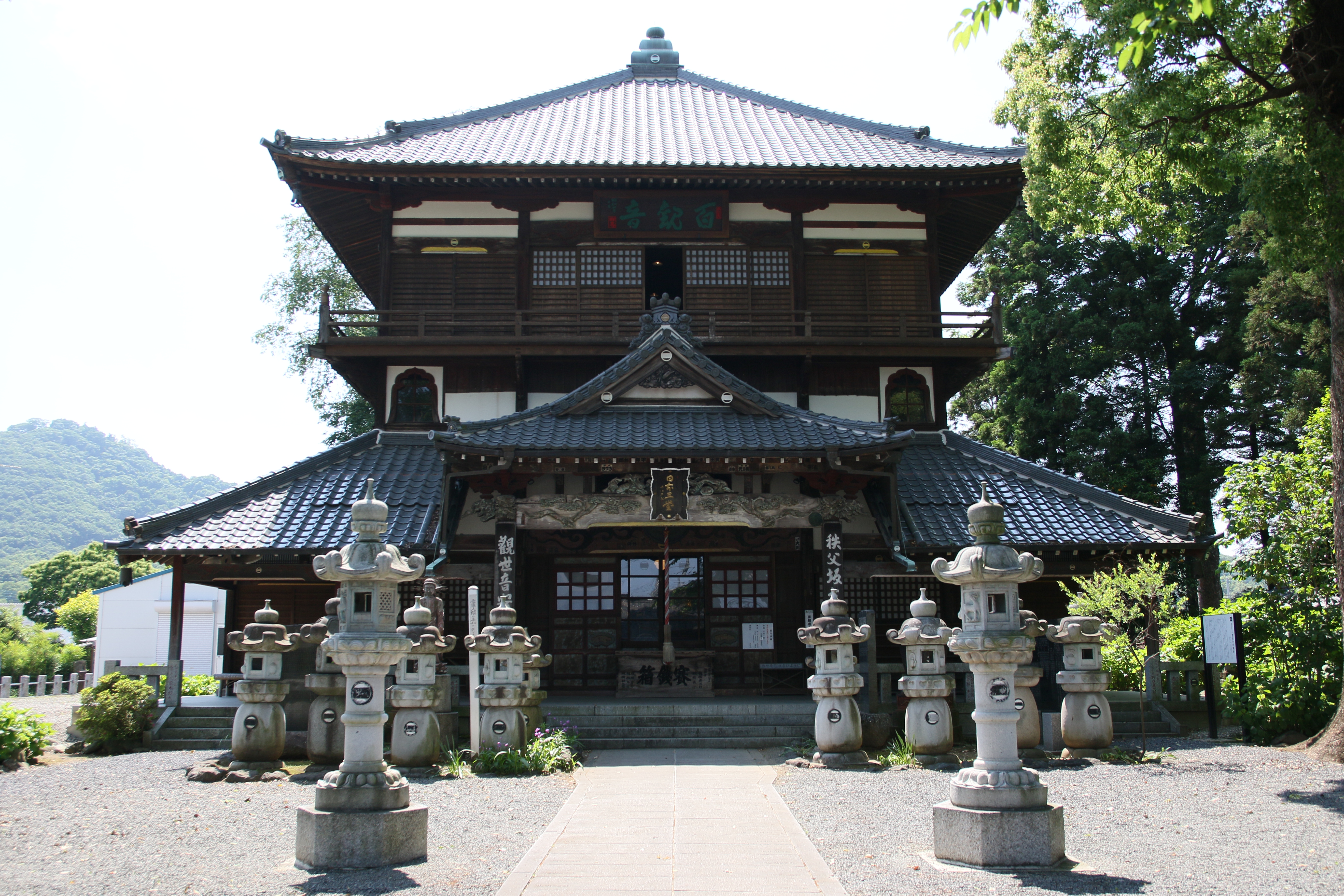
曹源寺本堂
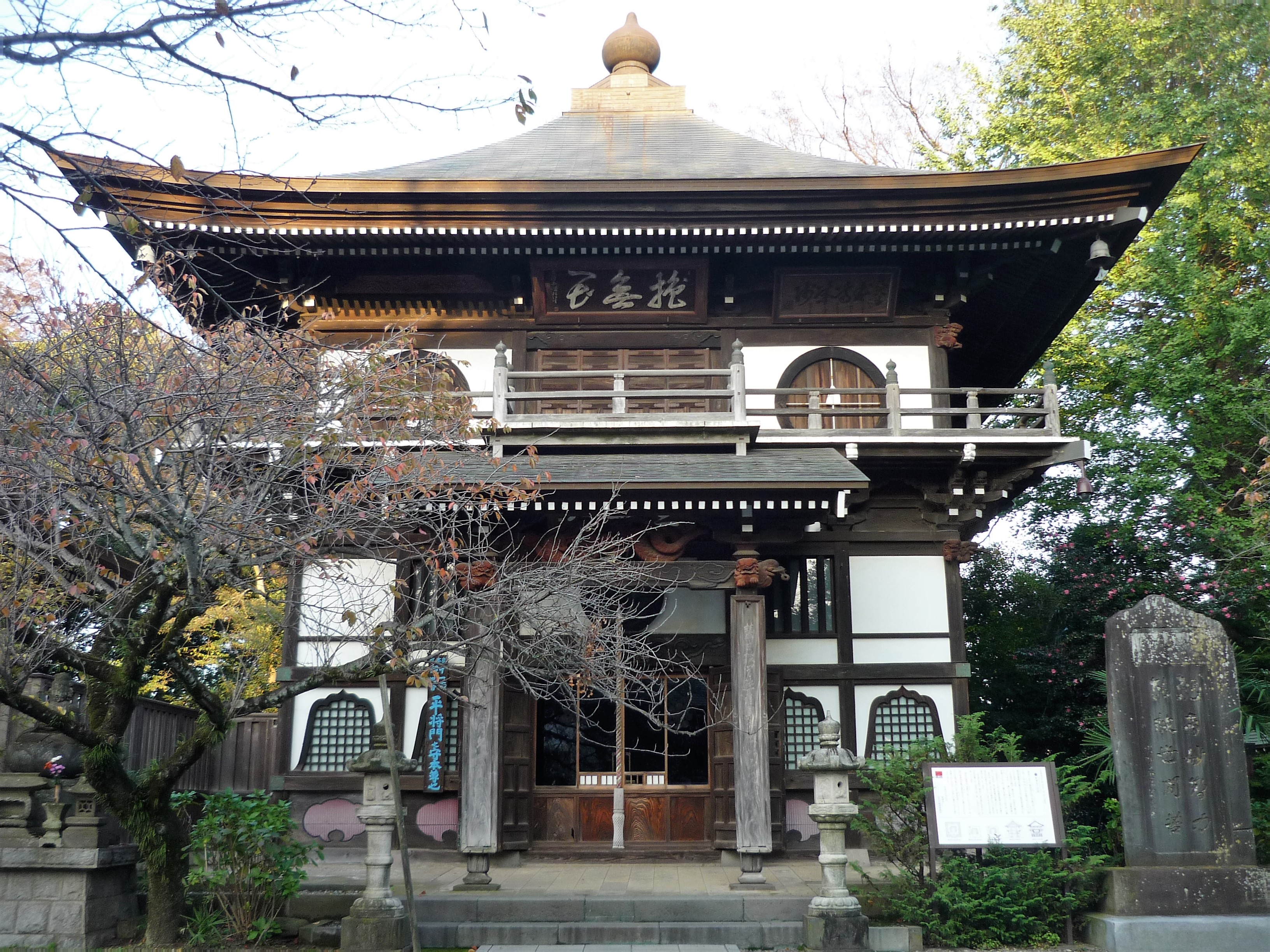
長禅寺 三世堂
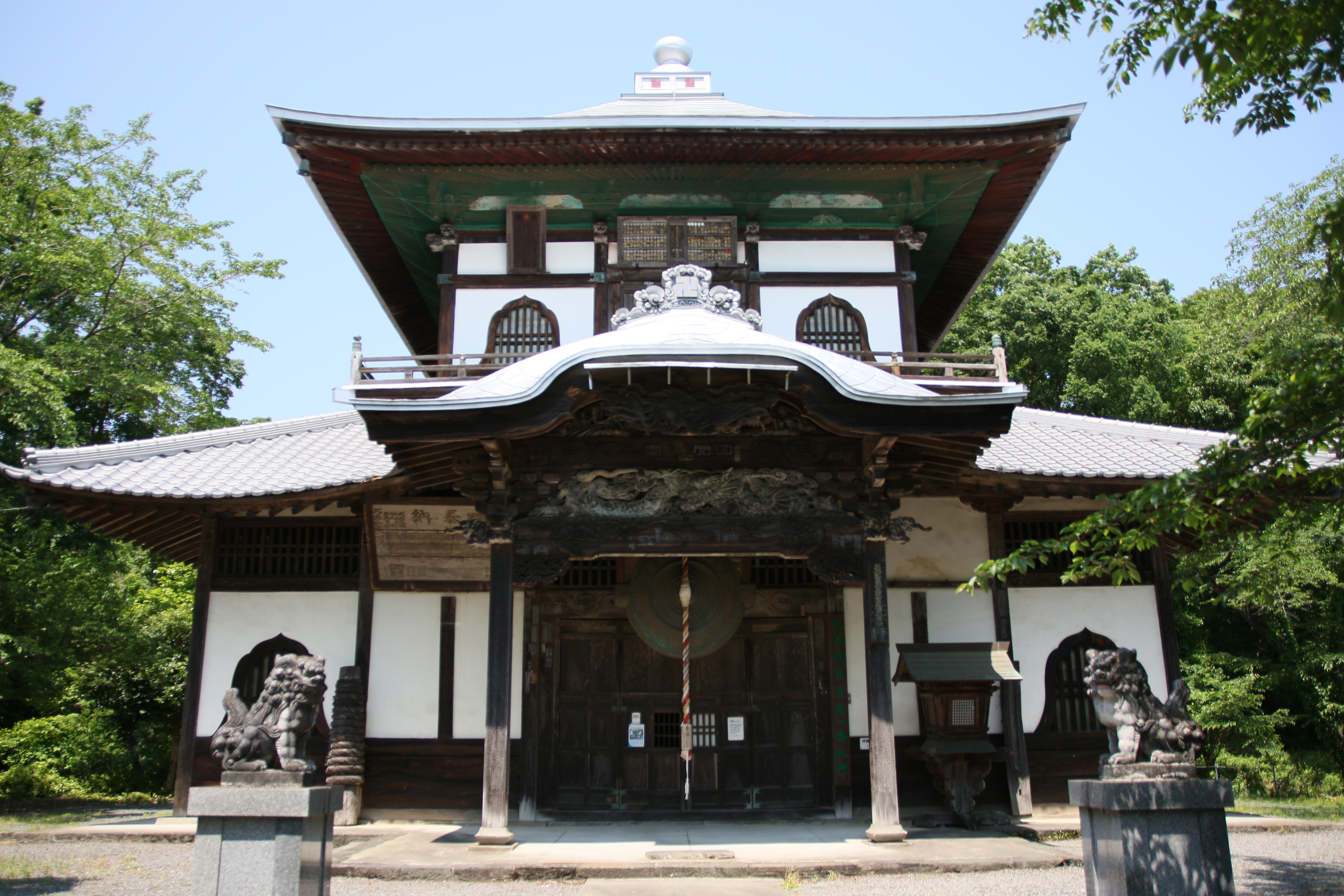
成身院百体観音堂
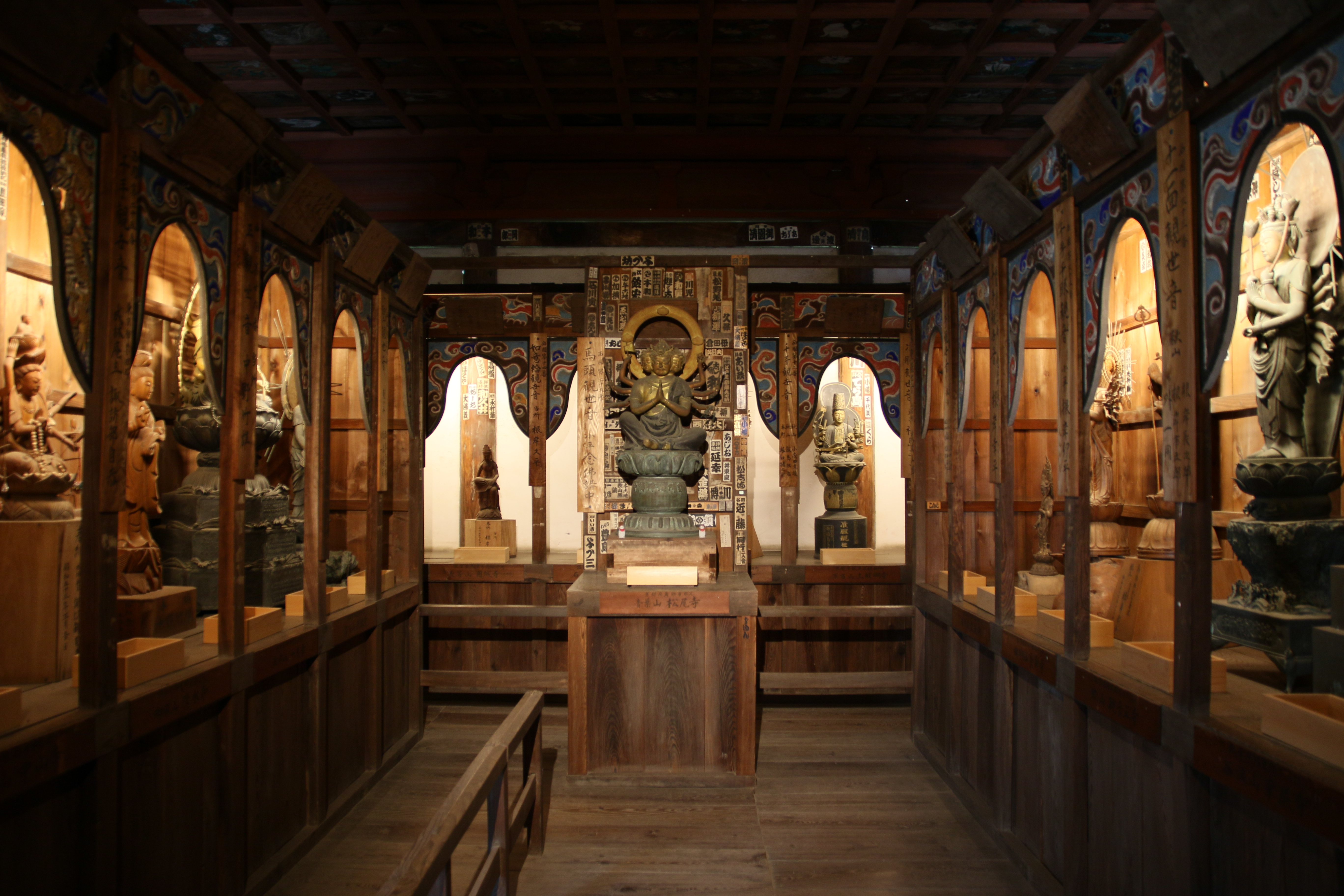
成身院百体観音堂の内部
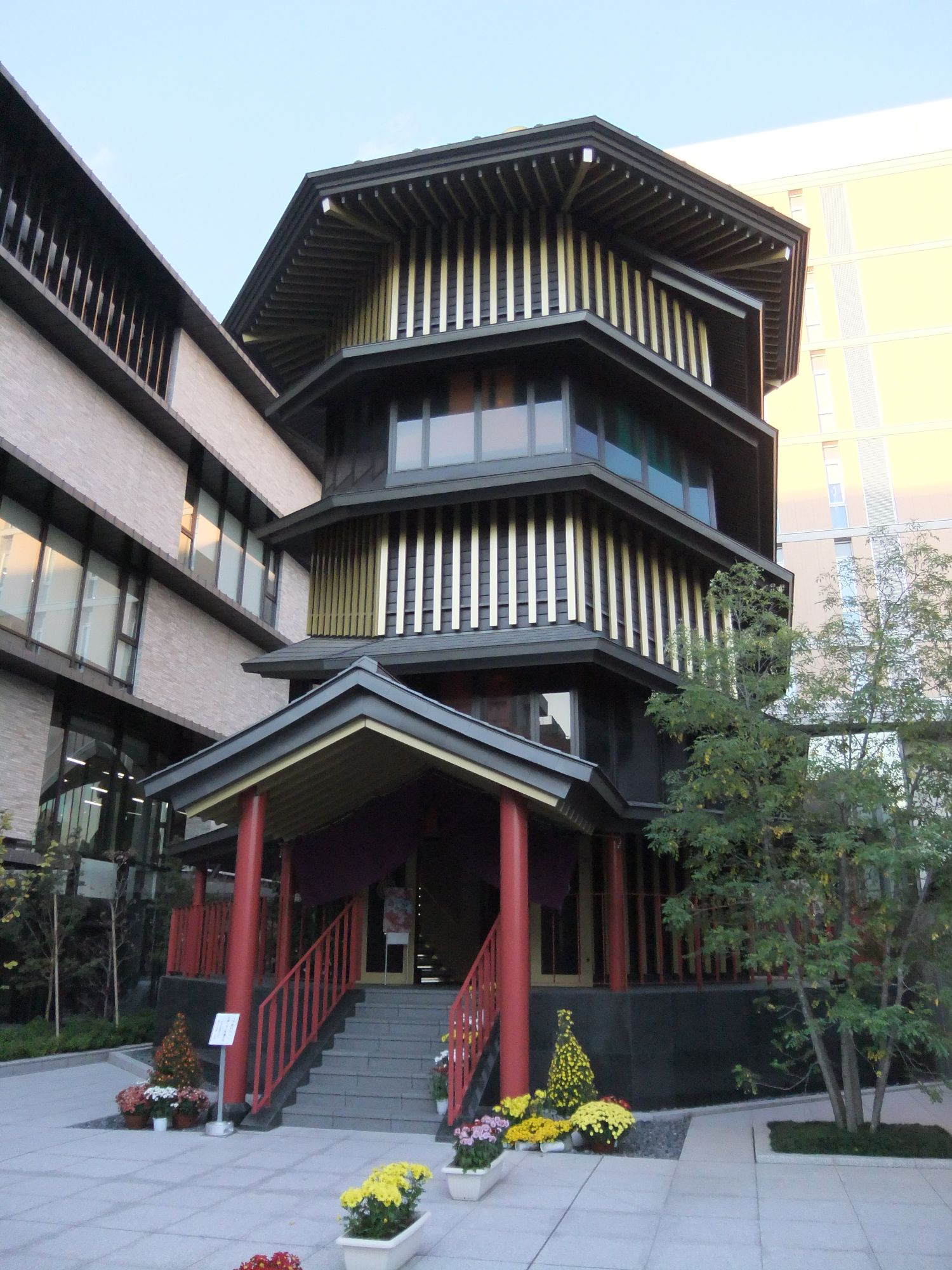
大正大学 すがも鴨台観音堂
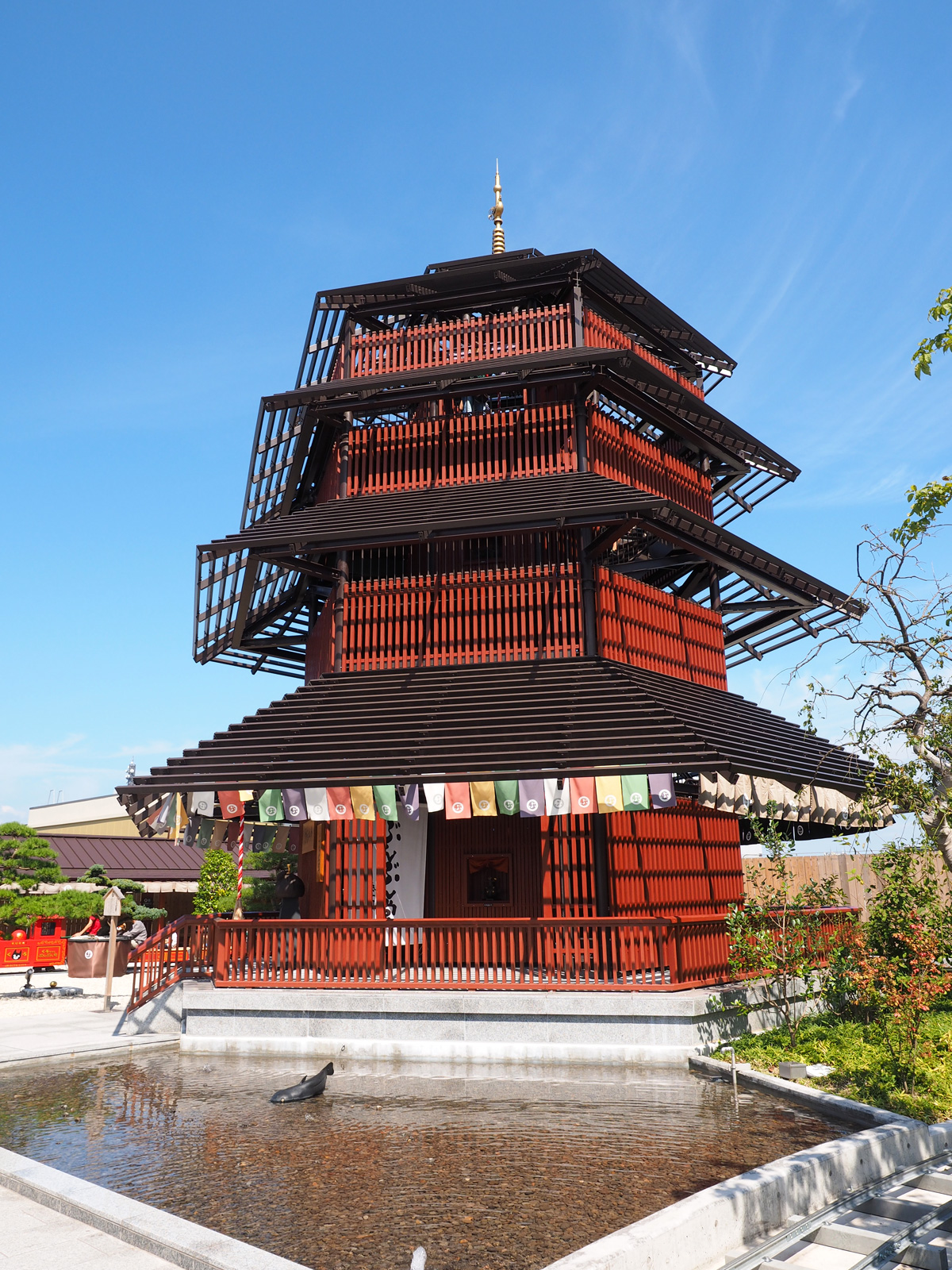
アミュプラザおおいた 夢かなうぶんぶん堂

## 会津さざえ堂
旧正宗寺円通三匝堂 
Former Shoso-ji Entsu Sansodo
| 別名   | 会津さざえ堂、会津栄螺堂             |
| 所在地 | 福島県会津若松市一箕町八幡弁天下1404 |
| 建立   | 1796年（寛政8年）                    |
| 用途   | 仏堂                                 |
| 高さ   | 16.5 m                               |
| 構造   | 木造                                 |
| 指定   | 重要文化財（1995年6月27日指定）      |

二重らせん構造の斜路をもつ特異な建物として知られる。福島県会津若松市の白虎隊の墓所のある飯盛山の中腹に建つ。通称は「会津さざえ堂」もしくは単に「さざえ堂」で、正式名称は「円通三匝堂」（えんつうさんそうどう）という（重要文化財指定名称は「旧正宗寺三匝堂」）。
平面六角形の特異な建物である。概ね三層構造といえるが、内部には二重らせん構造の斜路が続き、右回りに上る斜路と左回りに下りる斜路が別々に存在する。入口から斜路を最上階まで上り、他者とすれ違うことなく、別の斜路を降りて出口から出ることができる。
かつてこの地にあった正宗寺の仏堂として、江戸時代後期の寛政8年（1796年）に当時の住職であった郁堂（いくどう）が建立したものである。当時は阿弥陀如来を本尊とし、斜路には西国三十三観音像が安置されていたという。神仏混交の信仰形態をもっていた正宗寺は、明治初期の廃仏毀釈で廃寺となり、以後、栄螺堂は個人の所有となっている。また、堂内にあった三十三観音像は他所へ移され、代わりに「皇朝二十四孝」の額が取りつけられている。平面は一辺3.4メートルの六角形で、堂内中央部に6本の通し柱を立てる。側柱（建物外周に立つ柱）も6本の通し柱で、中央柱との間には繋梁を渡す。屋根は銅板葺きとし、正面入口には唐破風造の向拝を設ける。最上部の天井は折上げ鏡天井とする。
同名の堂は他所にもあるが、旧正宗寺三匝堂のような特異な内部構造をもった堂は他に知られず、稀有な例として平成7年（1995年）6月27日付けで国の重要文化財に指定された。
なお、二重らせん構造を有する近代以前の建築物としては、世界では他にフランスの世界遺産であるシャンボール城（ロワール地方）内部の、レオナルド・ダ・ヴィンチの設計とも伝えられる二重螺旋階段が知られている。これが蘭書に掲載され、めぐりめぐって会津地方まで伝わったのではないかという説もあるが、物証は無く定かではない。

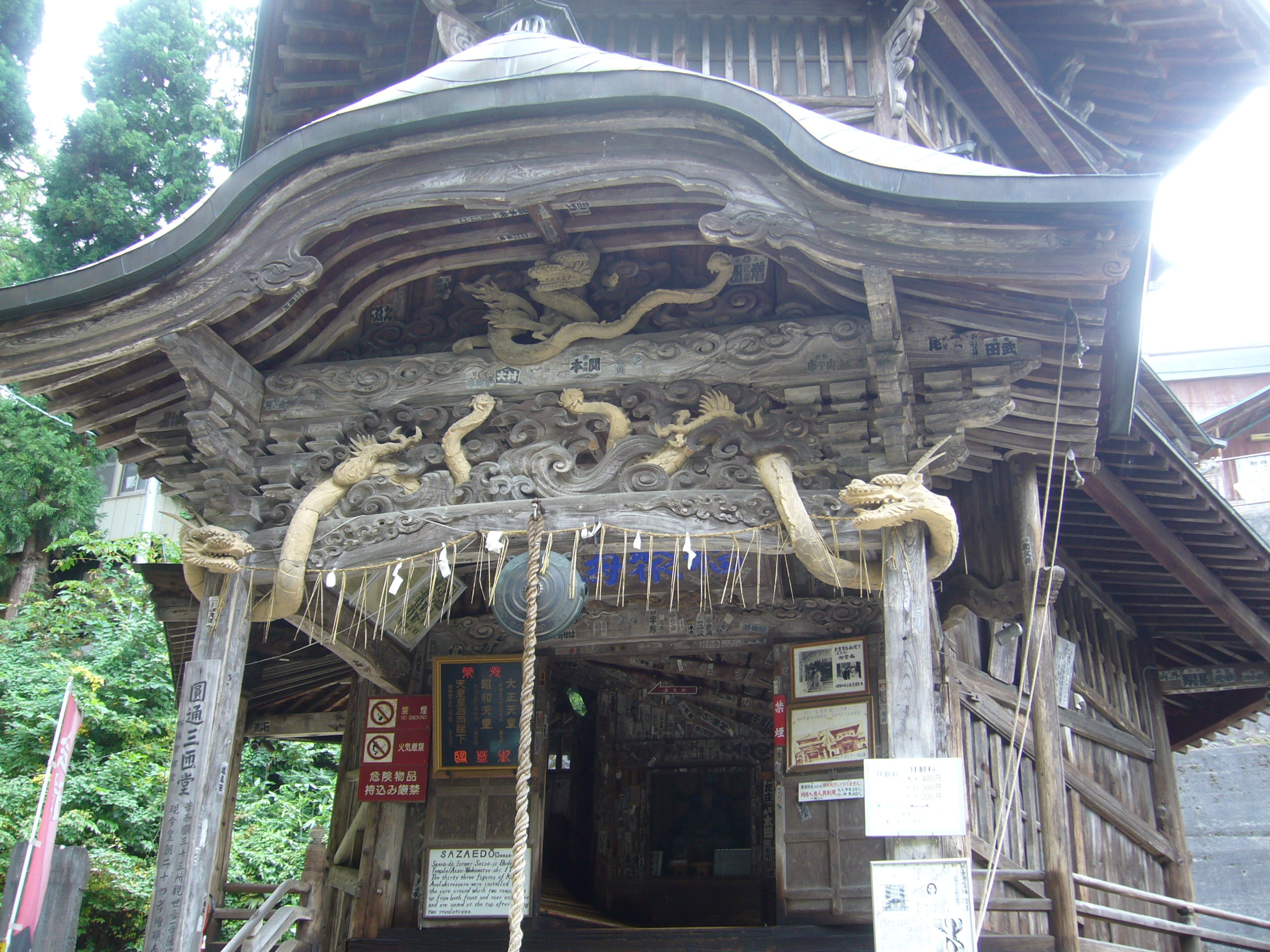
入口上部の彫刻
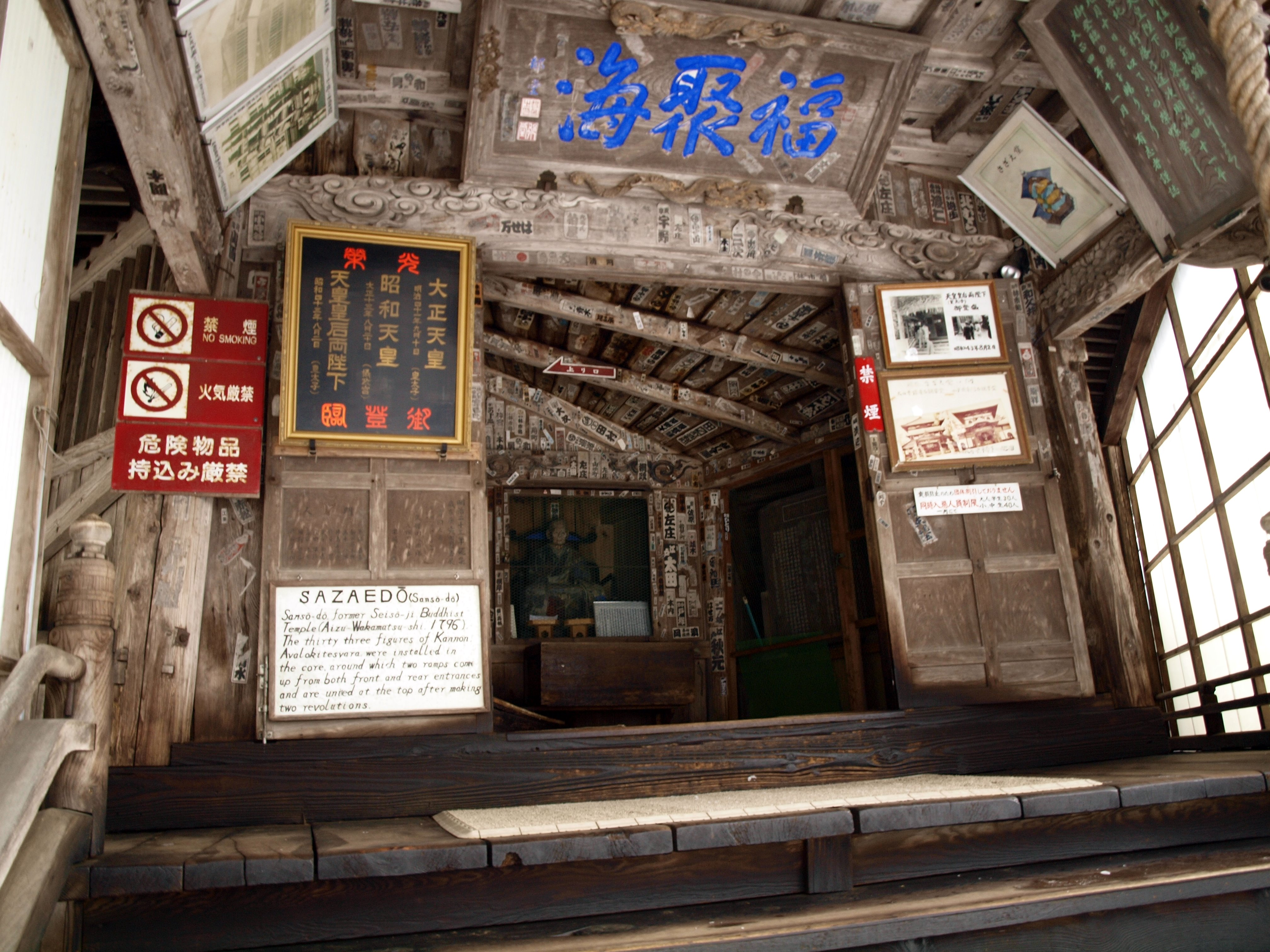
入口
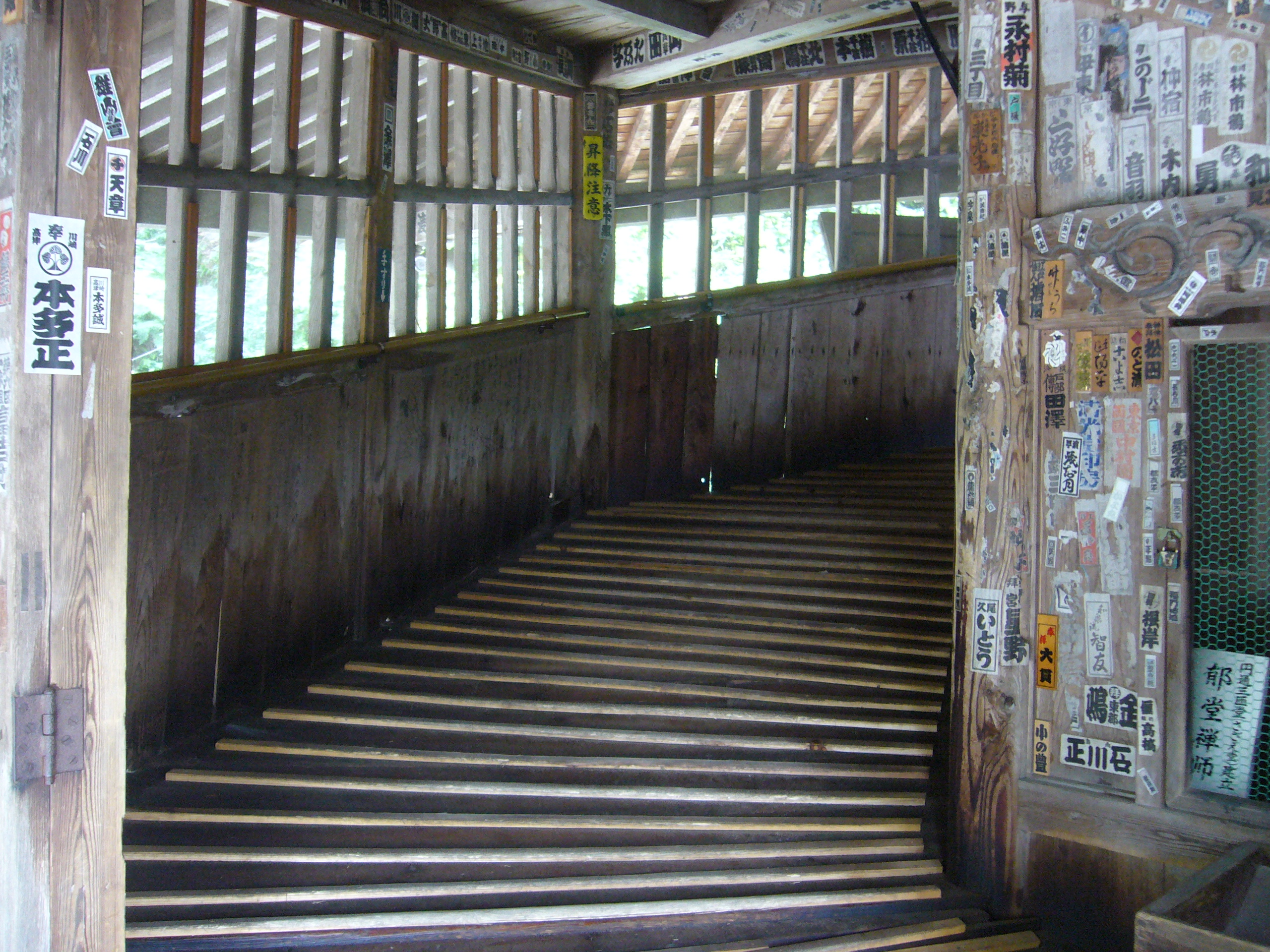
らせん状のスロープ
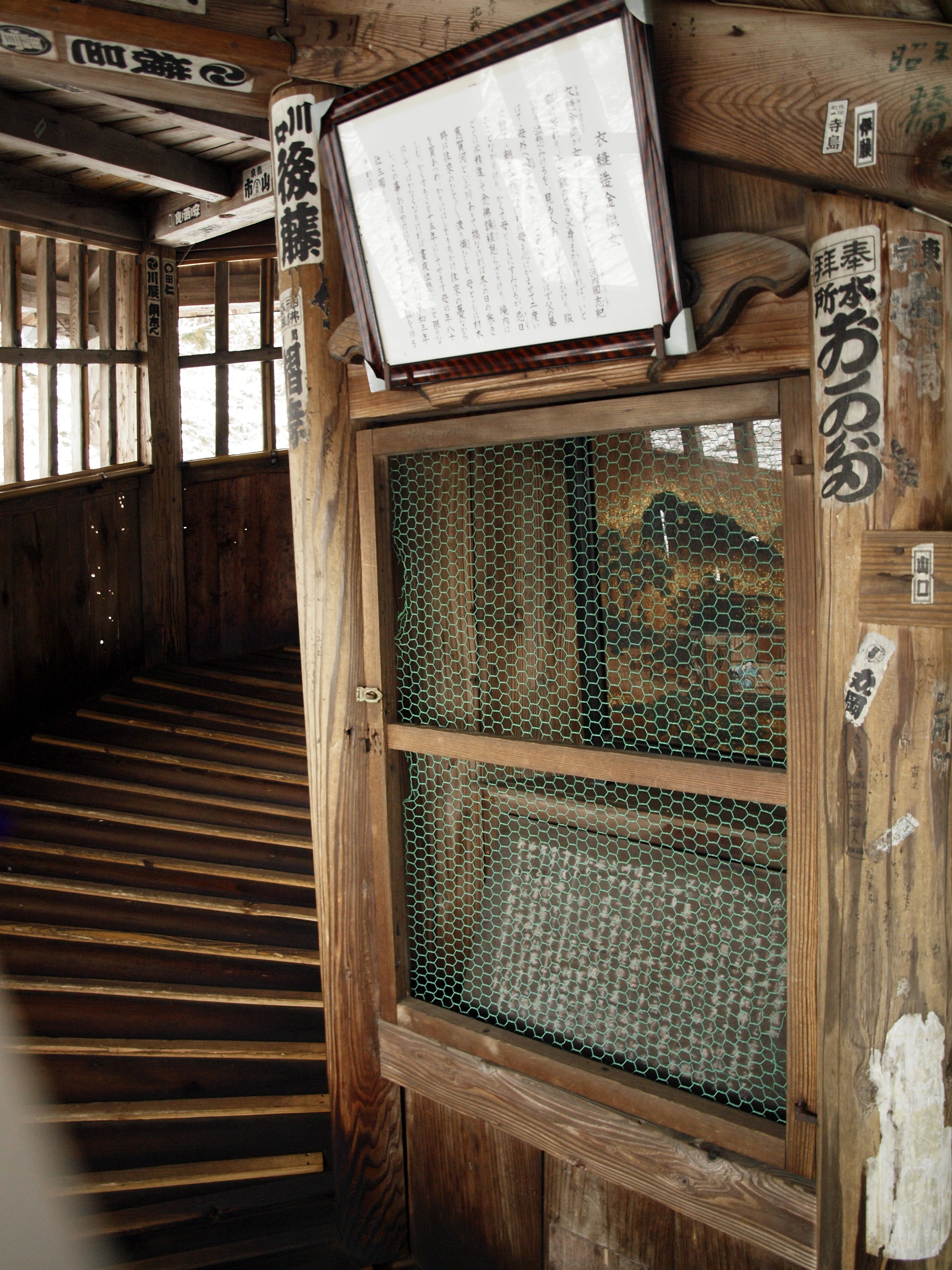
観音像が安置されていた棚
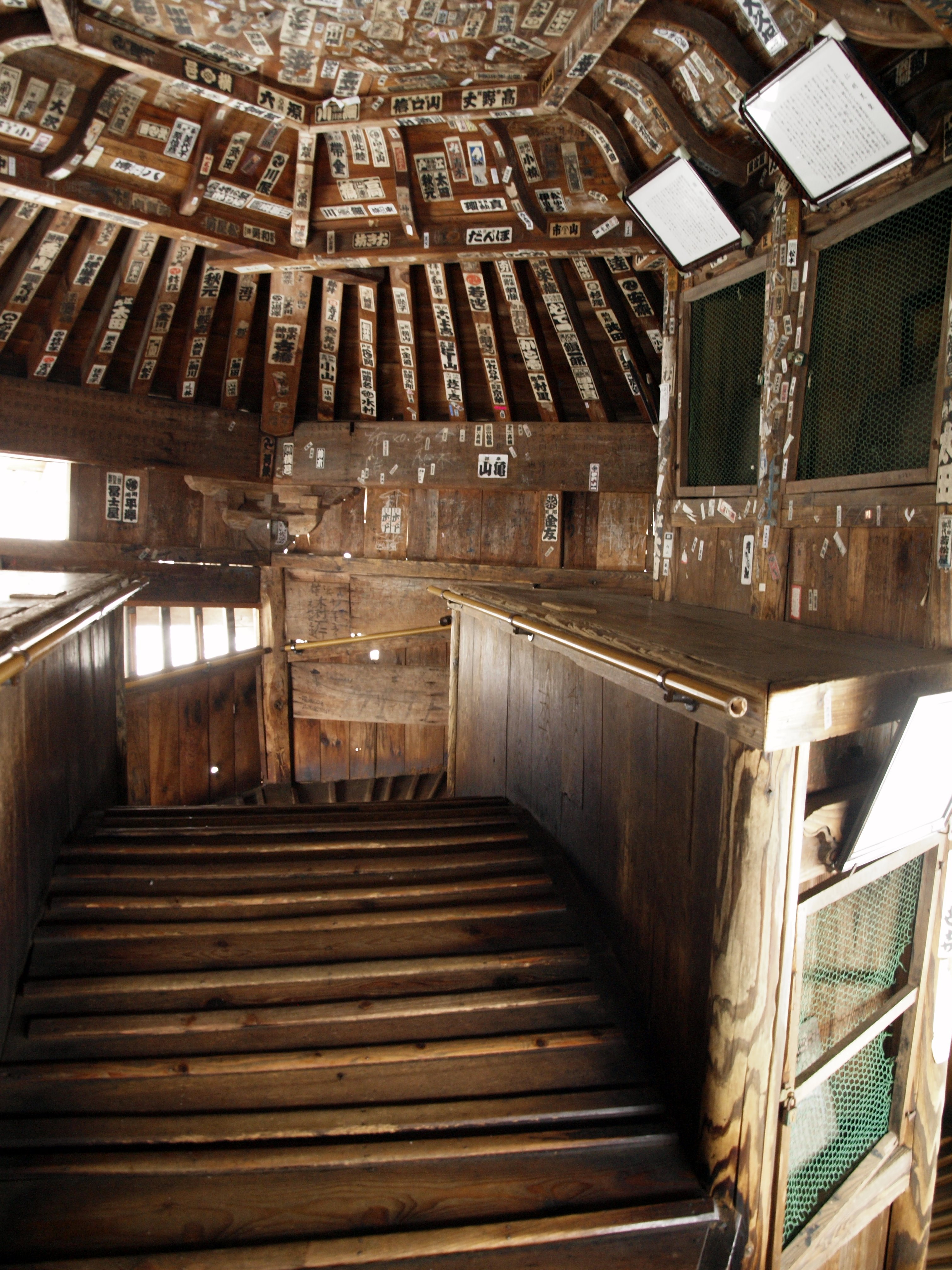
頂上の太鼓橋

### 所在地
- 福島県会津若松市一箕町八幡弁天下1404 （北緯37度30分16.3秒 東経139度57分14.3秒 / 北緯37.504528度 東経139.953972度）

### 交通アクセス
- JR会津若松駅前からまちなか周遊バス「あかべぇ」で「飯盛山下」下車。